# Campionati europei di triathlon long distance
Dal 1985 una gara dei campionati europei di triathlon long distance si svolge in Europa, sotto il patrocinio della ETU - European Triathlon Union. La cadenza dal 2003 è annuale..

## Albo d'oro

### Uomini
| Edizione | Anno | Oro                  | Argento               | Bronzo                    |
| -------- | ---- | -------------------- | --------------------- | ------------------------- |
| I        | 1985 | Gregor Stam          | Rob Barel             | Magnus Lönnqvist          |
| II       | 1986 | Magnus Lönnqvist     | Gregor Stam           | Dirk Aschmoneit           |
| III      | 1987 | Axel Koenders        | Rob Barel             | Pauli Kiuru               |
| IV       | 1989 | Axel Koenders (2)    | Roland Larsson        | Carl Kupferschmid         |
| V        | 1991 | Ben van Zelst        | Jos Everts            | Jürgen Zäck               |
| VI       | 1993 | Philippe Lie         | Rob Barel             | Mark Koks                 |
| VII      | 1995 | Matthias Klumpp      | Dirk Van Gossum       | Rolf Lauterbacher         |
| VIII     | 1997 | Peter Sandvang       | Morten Fenger         | Pauli Kiuru               |
| IX       | 1999 | Jan van der Marel    | Petr Vabroušek        | Menno Oudeman             |
| X        | 2003 | Torbjørn Sindballe   | Guido Gosselink       | Gerrit Schellens          |
| XI       | 2004 | Gerrit Schellens     | Nils Görke            | Petr Vabroušek            |
| XII      | 2005 | Gerrit Schellens (2) | Jimmy Johansen        | Stephen Bayliss           |
| XIII     | 2006 | Jens Koefoed         | Stijn Demeulemeester  | Gerrit Schellens          |
| XIV      | 2007 | Frederik Van Lierde  | Jonas Colting         | Stephen Bayliss           |
| XV       | 2008 | Joseph Gambles       | Paul Amey             | Xavier Le Floch           |
| XVI      | 2009 | Rasmus Henning       | Dirk Bockel           | Massimo Cigana            |
| XVII     | 2010 | Eneko Llanos         | Martin Jensen         | Jimmy Johnsen             |
| XVIII    | 2011 | Miquel Blanchart     | Jarmo Hast            | Peru Alfaro San Ildefonso |
| XIX      | 2012 | Timo Bracht          | Mike Aigroz           | Stephen Bayliss           |
| XX       | 2013 | Andrej Vistica       | Trevor Delsaut        | Jose Jeuland              |
| XXI      | 2014 | Markus Fachbach      | Dirk Wijnalda         | Chris Fischer             |
| XXII     | 2015 | Marek Jaskolka       | Jaroslav Kovacic      | Sergio Marques            |
| XXIII    | 2016 | Denis Sketako        | Sergio Marques        | Dirk Wijnalda             |
| XXIV     | 2017 | Joe Skipper          | Viktor Zyemtsev       | Jaroslav Kovacic          |
| XXV      | 2018 | Timothy Van Houtem   | Pablo Dapena Gonzalez | Morten Brammer Olesen     |
| XXVI     | 2019 | Kristian Høgenhaug   | Tomas Renc            | Morten Brammer Olesen     |

### Donne
| Edizione | Anno | Oro                      | Argento              | Bronzo               |
| -------- | ---- | ------------------------ | -------------------- | -------------------- |
| I        | 1985 | Sarah Springman          | Gabriella Hirsemann  | Carla van Krouwel    |
| II       | 1986 | Sarah Springman (2)      | Brigitta Sandahl     | Ann Kearney          |
| III      | 1987 | Sarah Coope              | Sarah Springman      | Irma Zwartkruis      |
| IV       | 1989 | Sarah Coope (2)          | Irma Zwartkruis      | Sarah Springman      |
| V        | 1991 | Thea Sybesma             | Ada van Zwieten      | Katinka Wiltenburg   |
| VI       | 1993 | Anne-Marie Rouchon       | Elisabeth Poncelet   | Katinka Wiltenburg   |
| VII      | 1995 | Ines Estedt              | Ute Mückel           | Ada van Zwieten      |
| VIII     | 1997 | Karin Jørgensen          | Katja Mayer          | Ghita Gerkman        |
| IX       | 1999 | Irma Heeren              | Marijke Zeekant      | Cora Vlot            |
| X        | 2003 | Edith Niederfriniger     | Lisbeth Kristensen   | Sione Jongstra       |
| XI       | 2004 | Lisbeth Kristensen       | Stefania Bonazzi     | Françoise Wellekens  |
| XII      | 2005 | Sara Gross               | Bella Comerford      | Natalya Barkun       |
| XIII     | 2006 | Lisbeth Kristensen (2)   | Martina Dogana       | Edith Niederfriniger |
| XIV      | 2007 | Charlotte Kolters        | Tine Deckers         | Alice Hector         |
| XV       | 2008 | Natallia Barkun          | Delphine Pelletier   | Nicole Klingler      |
| XVI      | 2009 | Virginia Berasategui     | Edith Niederfriniger | Charlotte Kolters    |
| XVII     | 2010 | Virginia Berasategui (2) | Jodie Swallow        | Edith Niederfriniger |
| XVIII    | 2011 | Camilla Pedersen         | Michelle Vesterby    | Ewa Bugdol           |
| XIX      | 2012 | Rachel Joyce             | Sonja Tajsich        | Julia Gajer          |
| XX       | 2013 | Diana Riesler            | Celia Kuch           | Gabriella Zelinka    |
| XXI      | 2014 | Heleen Bij De Vaate      | Tineke Van Den Berg  | Victoria Gill        |
| XXII     | 2015 | Camilla Lindholm         | Victoria Gill        | Eva Potuckova        |
| XXIII    | 2016 | Ewa Bugdol               | Simona Krivankova    | Anne Jensen          |
| XXIV     | 2017 | Yvonne Van Vlerken       | Sarissa De Vries     | Hanna Maksimava      |
| XXV      | 2018 | Laura Siddall            | Alexandra Tondeur    | Eva Wutti            |
| XXVI     | 2019 | Yvonne Van Vlerken       | Lina-Kristin Schink  | Sarissa De Vries     |

## Medagliere
| Pos. | Paese         | Oro | Argento | Bronzo |    |
| ---- | ------------- | --- | ------- | ------ | -- |
| 1    | Paesi Bassi   | 10  | 12      | 11     | 33 |
| 2    | Danimarca     | 10  | 5       | 6      | 21 |
| 3    | Regno Unito   | 9   | 5       | 6      | 20 |
| 4    | Germania      | 5   | 7       | 4      | 16 |
| 5    | Belgio        | 4   | 4       | 3      | 11 |
| 6    | Spagna        | 4   | 1       | 1      | 6  |
| 7    | Francia       | 2   | 3       | 2      | 7  |
| 8    | Polonia       | 2   | 0       | 1      | 3  |
| 9    | Italia        | 1   | 3       | 3      | 7  |
| 10   | Svezia        | 1   | 3       | 0      | 4  |
| 11   | Finlandia     | 1   | 1       | 4      | 6  |
| 12   | Bielorussia   | 1   | 0       | 1      | 2  |
| 12   | Slovenia      | 1   | 0       | 1      | 2  |
| 14   | Croazia       | 1   | 0       | 0      | 1  |
| 15   | Rep. Ceca     | 0   | 3       | 2      | 5  |
| 16   | Svizzera      | 0   | 1       | 1      | 2  |
| 16   | Portogallo    | 0   | 1       | 1      | 2  |
| 18   | Lussemburgo   | 0   | 1       | 0      | 1  |
| 18   | Ucraina       | 0   | 1       | 0      | 1  |
| 18   | Russia        | 0   | 1       | 0      | 1  |
| 21   | Irlanda       | 0   | 0       | 1      | 1  |
| 21   | Liechtenstein | 0   | 0       | 1      | 1  |
| 21   | Ungheria      | 0   | 0       | 1      | 1  |
| 21   | Bielorussia   | 0   | 0       | 1      | 1  |
| 21   | Austria       | 0   | 0       | 1      | 1  |

## Edizioni
| Ed.   | Anno | Sede            | Nazione     |
| ----- | ---- | --------------- | ----------- |
| I     | 1985 | Almere          | Paesi Bassi |
| II    | 1986 | Säter           | Svezia      |
| III   | 1987 | Joroinen        | Finlandia   |
| IV    | 1989 | Rødekro         | Danimarca   |
| V     | 1991 | Almere          | Paesi Bassi |
| VI    | 1993 | Embrun          | Francia     |
| VII   | 1995 | Jümme           | Germania    |
| VIII  | 1997 | Fredericia      | Danimarca   |
| IX    | 1999 | Almere          | Paesi Bassi |
| X     | 2003 | Fredericia      | Danimarca   |
| XI    | 2004 | Immenstadt      | Germania    |
| XII   | 2005 | Säter           | Svezia      |
| XIII  | 2006 | Almere          | Paesi Bassi |
| XIV   | 2007 | Brasschaat      | Belgio      |
| XV    | 2008 | Gérardmer       | Francia     |
| XVI   | 2009 | Praga           | Rep. Ceca   |
| XVII  | 2010 | Vitoria-Gasteiz | Spagna      |
| XVIII | 2011 | Tampere         | Finlandia   |
| XIX   | 2012 | Roth            | Germania    |
| XX    | 2013 | Vichy           | Francia     |
| XXI   | 2014 | Almere          | Paesi Bassi |
| XXII  | 2015 | Weymouth        | Regno Unito |
| XXIII | 2016 | Poznań          | Polonia     |
| XXIV  | 2017 | Almere          | Paesi Bassi |
| XXV   | 2018 | Madrid          | Spagna      |
| XXVI  | 2019 | Almere          | Paesi Bassi |